# Berik Imaschew

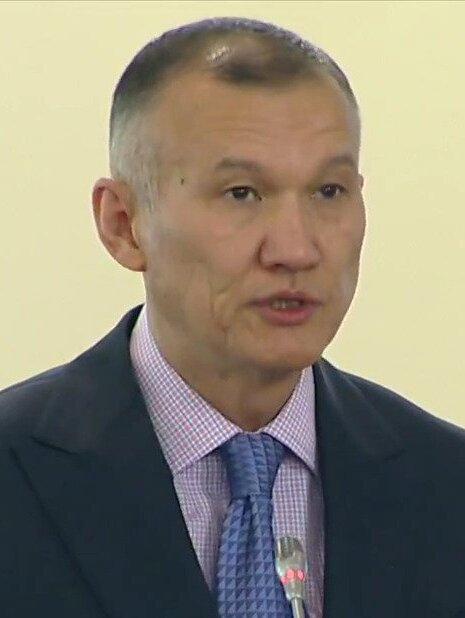
Berik Imaschew (2013)

Berik Mäschituly Imaschew (kasachisch Берік Мәжитұлы Имашев, russisch Берик Мажитович Имашев Berik Maschitowitsch Imaschew; * 7. Juni 1960 in Alma-Ata, Kasachische SSR) ist ein kasachischer Politiker.

## Biografie
Berik Imaschew erlangte 1977 seinen Schulabschluss und begann anschließend ein Studium an der juristischen Fakultät der Lomonossow-Universität in Moskau, das er 1982 abschloss. Seine berufliche Laufbahn begann er als Auszubildender und Beamter bei der Staatsanwaltschaft in Leningrad und bei der Staatsanwaltschaft der Kasachischen SSR. Von 1992 bis 1993 arbeitete Imaschew für die Generalstaatsanwaltschaft der Republik Kasachstan. Anschließend war er bis 1994 als Assistent bei der Staatsanwaltschaft der damaligen Hauptstadt Almaty tätig, bevor er zwischen 1994 und 1995 als stellvertretender Vorsitzender im Aufsichtsrat der Kazkommertsbank.
Zwischen 1996 und 2002 war er für mehrere staatliche Agenturen tätig. Von März 2002 bis Februar 2005 war Imaschew Mitglied des Parteipräsidiums der Demokratischen Partei Ak Schol und im August 2008 wurde er in den kasachischen Senat gewählt. Im selben Jahr wurde er zum Vorsitzenden des Komitees für Gesetzgebung und Gesetzesreform gewählt. Seit 2011 ist er außerdem Vorsitzender des Komitees für verfassungsgemäße Gesetzgebung, Gerichtswesen und Strafverfolgungsbehörden des kasachischen Senats.
Am 12. Januar 2012 wurde Imaschew durch ein Dekret des kasachischen Präsidenten zum Justizminister Kasachstans ernannt. Seit dem 13. September 2016 war er Vorsitzender der Zentralen Wahlkommission der Republik Kasachstan. Am 25. Januar 2022 wurde er von Präsident Qassym-Schomart Toqajew aus diesem Amt entlassen. Seine Entlassung stand im Zusammenhang mit einem Machtkampf zwischen Toqajew und Anhängern des ehemaligen Präsidenten Nursultan Nasarbajew, der nach den schweren Unruhen im Januar 2022 entbrannte. So ist Imaschews Tochter mit einem Sohn von Darigha Nasarbajewa, der Tochter Nasarbajews, verheiratet.